# Lev Berinski
Lev Berinski (în idiș לעװ בערינסקי‏‎; în rusă Лев Беринский; n. 6 aprilie 1939, Căușeni, România) este un evreu basarabean, poet și traducător israelian în limbile rusă și idiș.  

## Biografie
S-a născut în târgul Căușeni din județul Tighina, Basarabia (România interbelică), în familia lui Șmil Berinski (1914–?), un maestru într-un atelier de croitorie. În timpul celui de-Al Doilea Război Mondial împreună cu mama sa Ruhl Fix, s-a aflat în evacuare în Regar, RSS Tadjikă și în Urali în orașul Zlatoust; tatăl său a murit pe front. La întoarcerea în Moldova, familia a locuit o vreme în Căușeni, apoi s-a mutat în cartierul Tăbăcăria din Chișinău. Aici Berinski s-a împrietenit cu viitorul regizor de film Valeriu Gagiu și mai târziu cu viitorii scriitori Aleksandr Gelman și Aleksandr Brodski. A debutat cu poezie în limba rusă în ziarul Юный Ленинец din Chișinău, într-o publicație comună cu Gagiu la 5 ianuarie 1953.
Din 1954 a locuit la Stalino, unde, după ce a studiat la școala tehnică pentru pregătirea lucrătorilor culturali și educaționali (1957-1959), a lucrat ca acordeonist și profesor de muzică. A fost membru al unui grup de poeți ruși locali, îl cunoștea îndeaproape pe poetul ucrainean Vasîl Stus și a publicat în ziarul Комсомолец Донбасса („Comsomolistul Donbassului”). În anii 1960-1961 a trăit și a lucrat în Moldova sovietică, apoi s-a întors la Donețk. În 1963-1968 a studiat la facultatea de limbi străine a Institutului Pedagogic din Smolensk (Facultatea de limba și literatura germană), în 1965-1970 a studiat la catedra de traducere a poeziei la Institutul literar „Gorki”, în 1970-1974 a predat limba germană la școala profesională din Moscova.
În 1981 a debutat cu o poezie în idiș în revista Sovetish heymland („Patria sovietică”) din Moscova, cu care va colabora o perioadă îndelungată. În 1981-1983 a studiat în primul grup de limbă și literatură evreiască la Cursurile literare superioare din cadrul Uniunii Scriitorilor Sovietici la Institutul Literar „Gorki”, simultan cu scriitorii Boris Sandler, Moișe Pens, Velvl Cernin, Aleksandr Brodski, etc. A fost colaborator literar la ediția din Moscova a VESK („Buletinul culturii sovietice evreiești”), a publicat de asemenea, o rubrică în ziarul Unzar Kol („Vocea noastră”) de la Chișinău.
În 1991 a emigrat în Israel (Acra). A fost unul dintre fondatorii revistei literare Naye way („Noi căi”, publicată din 1992 până în 2003), președinte al Uniunii israeliene a scriitorilor și jurnaliștilor idiș (1998-2001), membru al PEN International. A fost, de asemenea, câștigător al premiilor „Sarah Gorby” (1993), „David Gofshtein” (1997), „Itzik Manger” (1997), ultimul, cel mai înalt premiu literar pentru creativitate în limba idiș.
Fratele său, Serghei Berinski (1946–1998), a fost un compozitor, muzicolog și critic muzical sovietic și rus.

## Cărți în idiș și ebraică
- דער זוניקער װעלטבױ („Clădire însorită”), Sovetski pisatel: Moscova, 1988.
- Rendsburger Mikwe: Poem, aus dem Jiddischen von Manfred Kauke („Regensburg mikvah”, poem), ediție bilingvă: în idiș și în transliterare latină și germană, Rendsburger Jüdisches Museum: Rendsburg, Schleswig-Holstein, 1994.
- Calystegia Sepium: ליבע לידער (poezii despre dragoste, în idiș și traducere în rusă a autorului), Dorgraf: Tel Aviv, 1995.
- פֿישפֿאַנג אין װענעציִע („Pescuit în Veneția”), H. Leivik-Farlag: Tel Aviv, 1996.
- לופֿטבלומען („Flori de aer”), Peretz-Farlag: Tel Aviv, 2001.
- שײַנפֿלײץ („Strălucirea muștei”, poem). Vol. 1. Acra, 2015.
- אַטלאַנטידיש („Atlantic”, proză). Vol. 2. Acra, 2015.